# Holothuriophilus trapeziformis
Holothuriophilus trapeziformis is een krabbensoort uit de familie van de Pinnotheridae. De wetenschappelijke naam van de soort is voor het eerst geldig gepubliceerd in 1880 door Nauck.